# Camp militaire d'Elsenborn
Le camp d'Elsenborn est un quartier militaire utilisé par l'armée belge, les forces armées de l'Union européenne et l'OTAN comme champs de manœuvre et de tir. Il est situé sur les communes de Butgenbach et de Bullange en Belgique.
Inauguré en 1895 et mis en service en 1901 par l'armée prussienne, puis repris par l'armée belge en 1920, le camp peut accueillir de 4 000 à 5 000 soldats. Il est utilisé principalement pour l'entraînement de l'infanterie et de l'artillerie.

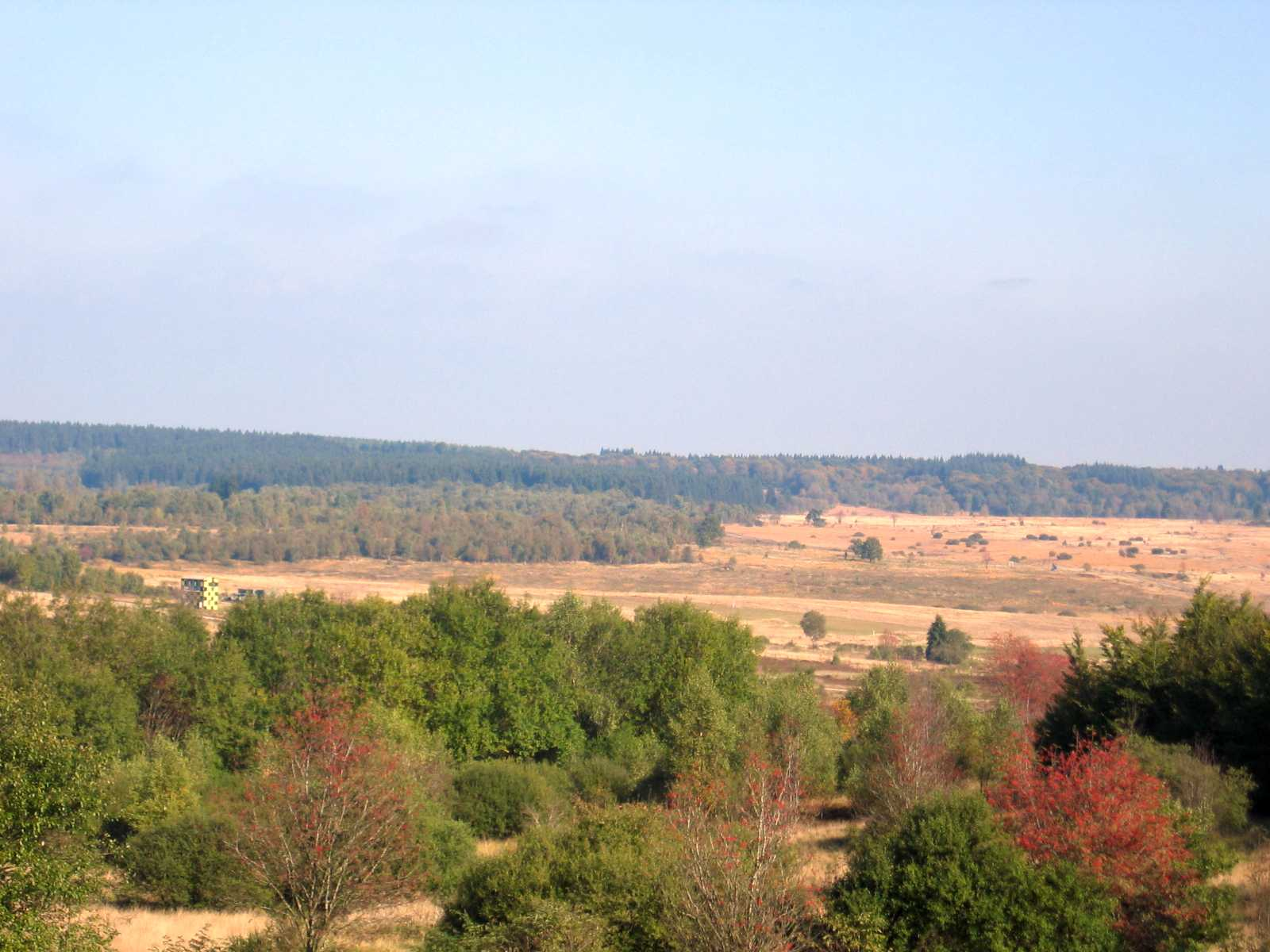
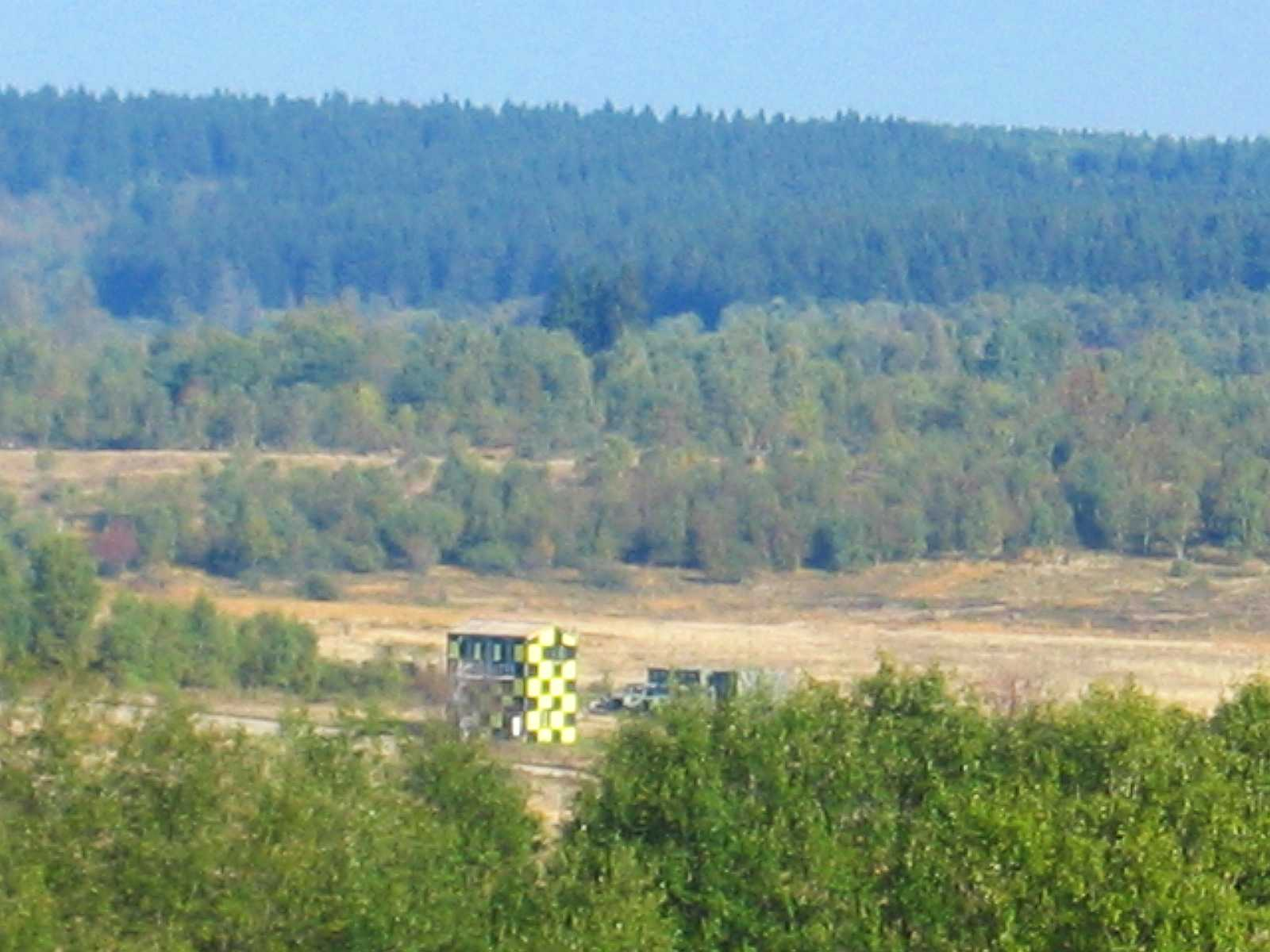
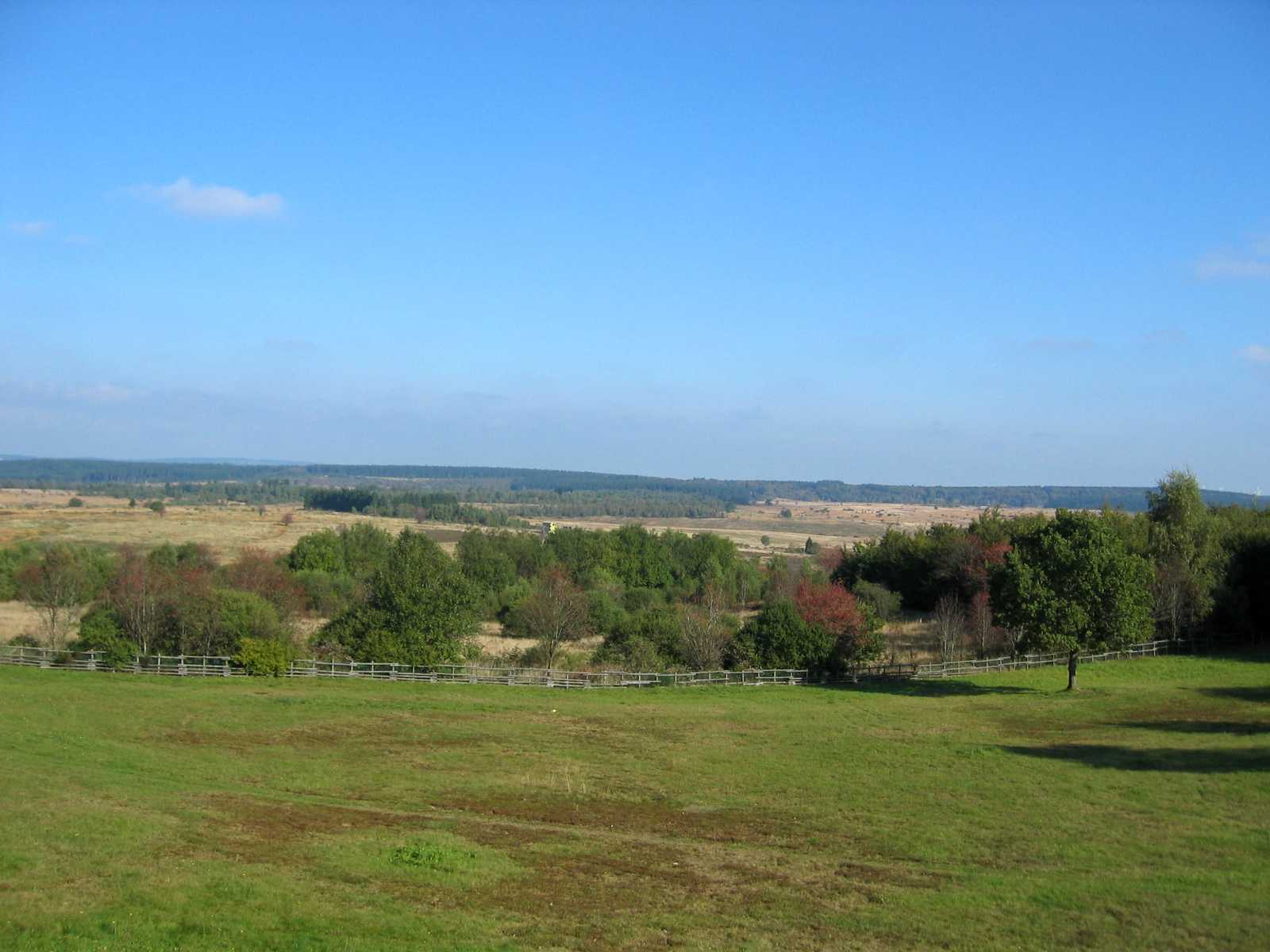
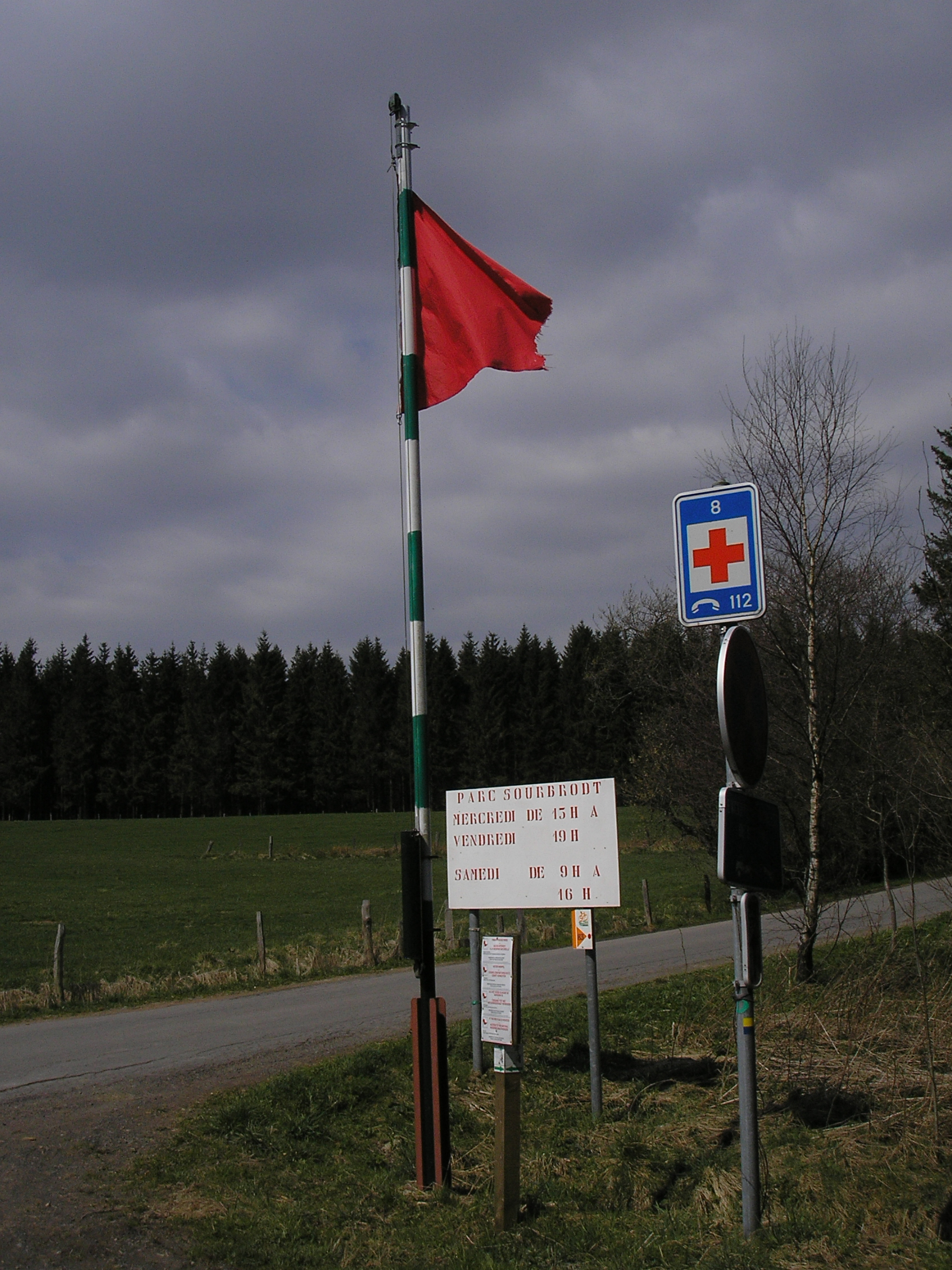
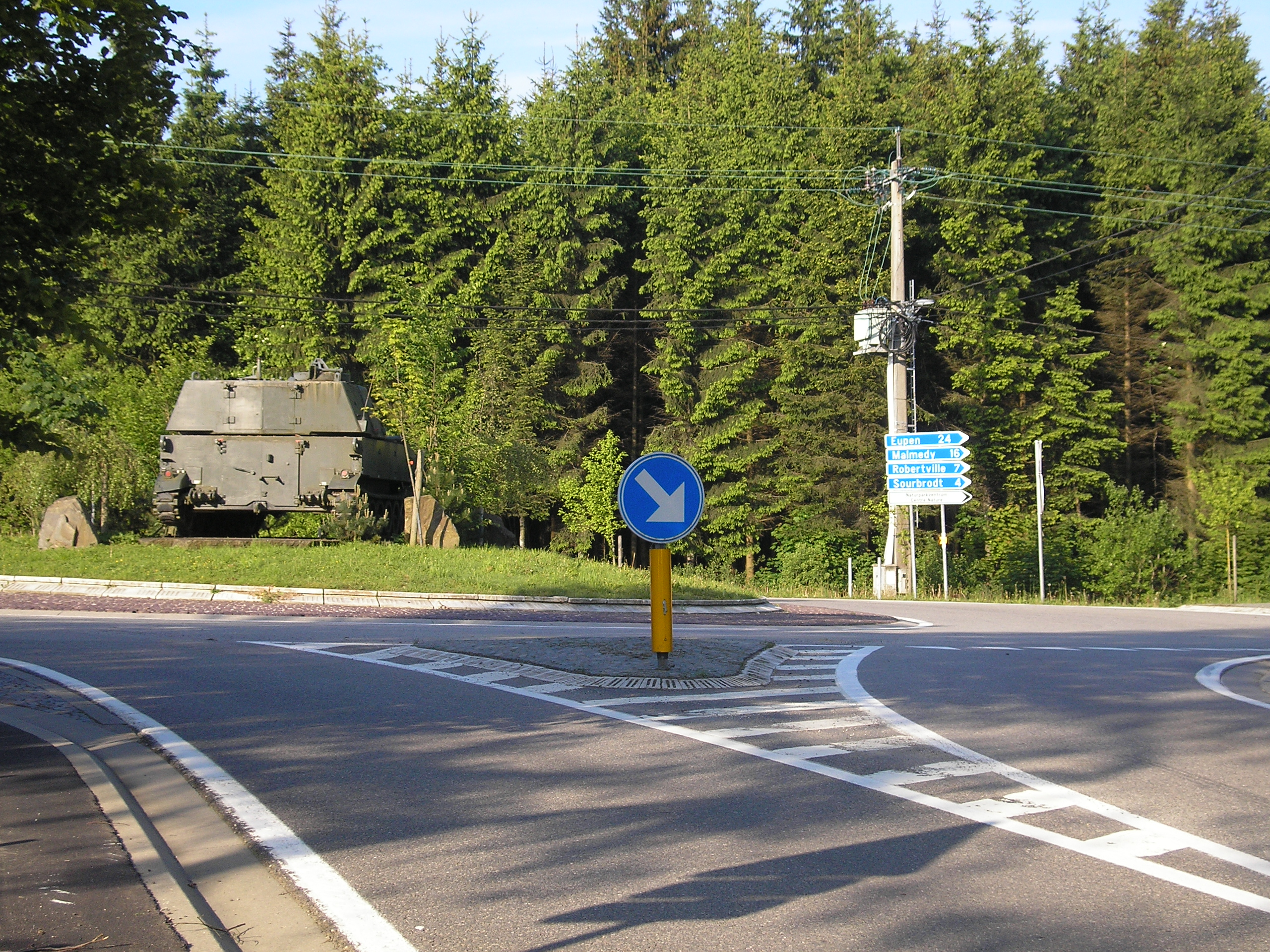

## Littérature
- Leo Leyens, Léon Renardy, Leo Wintgens: ELSENBORN, Camp et champ de manœvres (1894–2014), 211 p., Helios Verlag Aachen, 2015,  (ISBN 978-3-86933-135-5) (bilingue, français - allemand)